# Elymus batalinii
Elymus batalinii är en gräsart som först beskrevs av Andrej Nikovaevich Krasnov, och fick sitt nu gällande namn av Áskell Löve. Elymus batalinii ingår i släktet elmar, och familjen gräs. Inga underarter finns listade i Catalogue of Life.